# Damien Carême
Damien Carême (ur. 16 listopada 1960 w Jœuf) – francuski polityk i samorządowiec, mer Grande-Synthe, poseł do Parlamentu Europejskiego IX i X kadencji.

## Życiorys
Uczył się w szkole elektrotechnicznej, zmienił następnie profesję i uzyskał dyplom uniwersytecki DUT w zawodzie animatora społeczno-kulturowego, specjalizując się w pracy z osobami niepełnosprawnymi. Pracował także jako informatyk.
Był działaczem Partii Socjalistycznej, jednak w 2015 wstąpił do ugrupowania Europa Ekologia – Zieloni. W 2001 objął stanowisko mera miejscowości Grande-Synthe, uzyskując reelekcję w 2008 i 2014. Został także wiceprzewodniczącym związku międzygminnego communauté urbaine de Dunkerque, zasiadał w radzie regionu Nord-Pas-de-Calais (2004–2015). W latach 2014–2015 przewodniczył organizacji burmistrzów AMVBF.
W okresie kryzysu migracyjnego zyskał międzynarodową rozpoznawalność jako główny inicjator utworzenia w Grande-Synthe obozu humanitarnego dla imigrantów, którzy nie mogli przedostać się z Francji do Wielkiej Brytanii. Placówka ta pod nazwą „La Linière” powstała we współpracy z organizacją Lekarze bez Granic i została otwarta w 2016. Był finalistą konkursu „World Mayor 2016” organizowanego przez City Mayors Foundation, otrzymał także przyznawaną przez Radę Europy Nagrodę Północ-Południe (2018).
W wyborach w 2019 uzyskał mandat eurodeputowanego IX kadencji. W 2023 zrezygnował z członkostwa w partii. W 2024 został po raz drugi wybrany do PE, kandydując tym razem z ramienia Niepokornej Francji.